# Reyhanshahr
Reyhānshahr (farsi ریحان‌شهر) è una città dello shahrestān di Zarand, circoscrizione Centrale, nella provincia di Kerman. Aveva, nel 2006, una popolazione di 4.360 abitanti. 